# EA Sports College Football 25
EA Sports College Football 25 est un jeu vidéo de sport (football américain) édité par EA Sports, sorti en 2024 sur Xbox Series et PlayStation 5. C'est le premier jeu sur le football américain universitaire en 11 ans, le dernier NCAA Football 14 était sorti en 2013.
La couverture présente Quinn Ewers (en), quarterback des Longhorns du Texas ; Travis Hunter, cornerback et wide receiver des Buffaloes du Colorado ; et Donovan Edwards (en), running back des Wolverines du Michigan.

## Casse-tête juridique
La licence de football américain universitaire revient après la résolution d’un casse-tête juridique débutant en 2009. Un ancien joueur de basket-ball de la fac d'UCLA (Ed O'Bannon) intente un procès contre la NCAA, par la suite autres étudiants-athlètes se sont joints à la plainte (class action ou recours collectif). 
Les plaignants dénoncent l'utilisation de l'image des étudiants-athlètes sans permission dans les jeux EA de basket-ball et de football américain universitaire. Un accord est trouvé, sur la base de 40 millions de dollars d'indemnités couvrant environ 29 000 joueurs qui sont apparus dans les jeux video NCAA Basketball et NCAA Football depuis 2003. 
Cependant en 2014, une juge californienne statue que les règles de la NCAA violaient les lois antitrust. La NCAA a fait alors appel, mais la Cour Suprême américaine le rejette. Par conséquent, la NCAA et certaines conférences retirent leurs licences à EA, signant de facto la fin du jeu vidéo NCAA Football.
L'État de Californie fait passer une loi en septembre 2019, donnant le droit aux étudiants-athlètes de jouir de leurs droits d'image ou encore d'être représenté par un agent. Le 21 juin 2021, la Cour suprême des États-Unis statue contre la NCAA sur sa position de monopole (« Antitrust »), confirme que la NCAA n'est pas en autorité d'imposer des restrictions sur l’indemnisation ou la rémunération des athlètes-étudiants. Les athlètes-étudiants peuvent d’être rémunérés en vertu de leurs droits à l’image, de leur nom ou de toute forme de ressemblance (en anglais NIL : Name, Image and Likeness) depuis le 1er juillet 2021.
Le NIL ouvre la porte au retour du jeu, EA pouvant négocier et proposer une rémunération aux étudiants-athlètes présentent dans le jeu.